# Johannes Scheifes

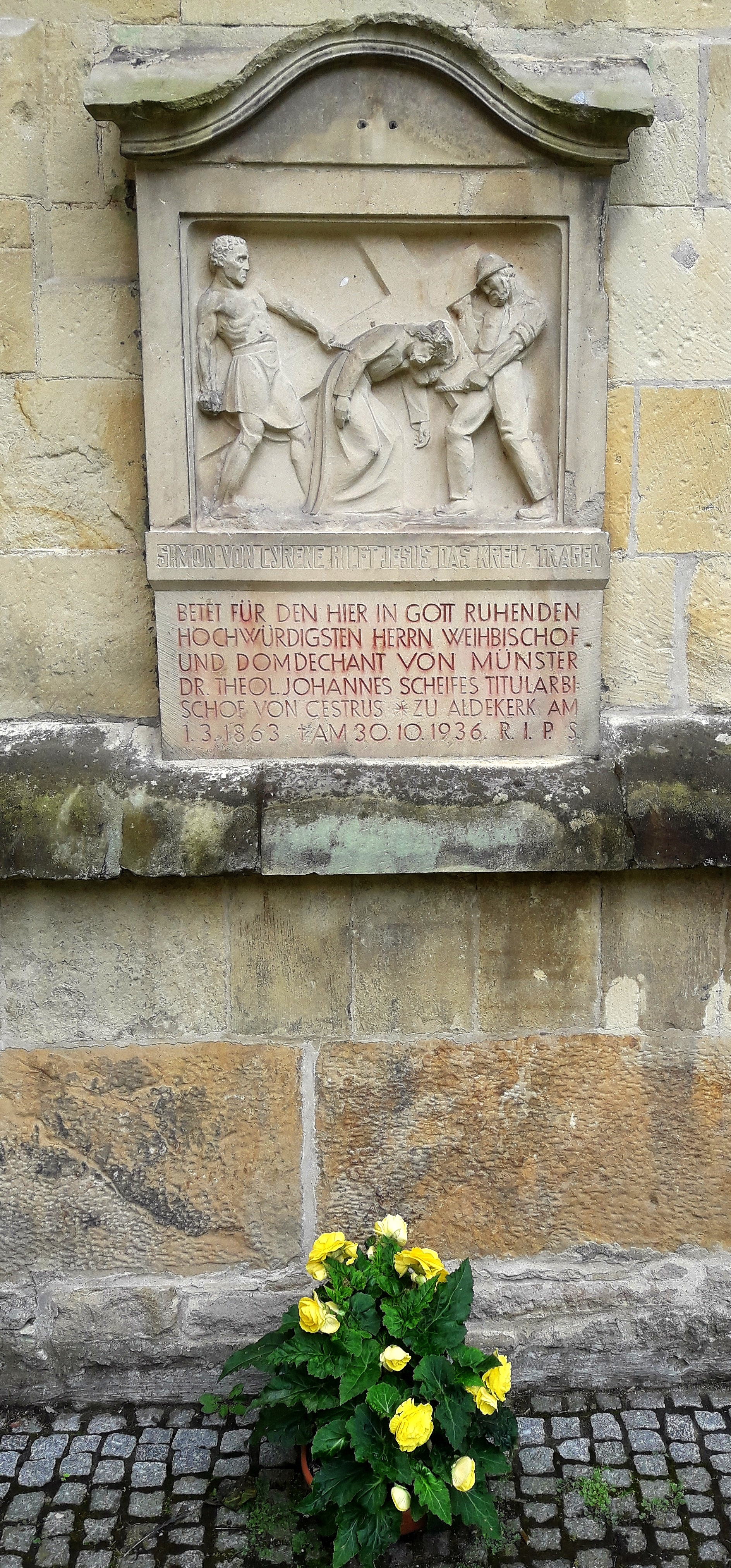
Grab von Weihbischof Johannes Scheifes im Kreuzgang des Domes zu Münster/Westfalen, Deutschland

Johannes Scheifes (* 1. März 1863 in Aldekerk; † 30. Oktober 1936) war katholischer Geistlicher und Weihbischof in Münster.

## Leben
Nach dem Studium der katholischen Theologie empfing Johannes Scheifes am 17. Dezember 1887 von Bischof Johannes Bernhard Brinkmann im Hohen Dom zu Münster die Priesterweihe. Bis 1891 wirkte er danach als Kaplan an St. Antonius in Tönisberg und anschließend als Kaplan in Duisburg. Am 20. Oktober 1898 ernannte ihn Bischof Hermann Jakob Dingelstad zum Rektor der Filialkirche in Obermeiderich und am 23. Februar 1906 zum Pfarrer von St. Aldegundis in Emmerich. Im Jahr 1919 berief ihn Bischof Johannes Poggenburg als Domkapitular nach Münster.
Am 7. März 1921 ernannte Papst Benedikt XV. Scheifes zum Titularbischof von Cestrus und zum Weihbischof in Münster. Die Bischofsweihe empfing er am 24. April 1921 durch Bischof Johannes Poggenburg, der zusammen mit ihm einige Jahre Rektor in Meiderich gewesen war. Mitkonsekratoren waren Heinrich Hähling von Lanzenauer, Weihbischof in Paderborn, und Peter Joseph Lausberg, Weihbischof in Köln.
Scheifes Neffe, der Schriftsteller Albert Vigoleis Thelen, setzte ihm in seinem autobiographischen Roman Die Insel des zweiten Gesichts ein literarisches Denkmal. 
Scheifes war zudem Mitglied der katholischen Studentenverbindungen Bavaria Bonn (ab 1883), Markomannia Würzburg und Saxonia Münster, jeweils im CV.

## Weihehandlungen
- 1921: Bischofsweihe von Franz Rudolf Bornewasser in Köln
- 1922: Bischofsweihe vom Hermann Joseph Sträter in Aachen
- 1925: Einweihung des Gymnasiums Johanneum in Wadersloh
- 1926: Bischofsweihe von Johannes Hillebrand in Paderborn
- 1927: Weihe der Elisabethkirche in Duisburg-Duissern
- 1929: Bischofsweihe von Cyrillus Jarre OFM in Trier
- 1929: Weihe der Kirche Christus König in Oer-Erkenschwick[1]
- 1931: Weihe der Marienkirche in Dinslaken-Lohberg
- 1932: Bischofsweihe von Petrus Legge in Magdeburg
- 1932: Bischofsweihe von Augustinus Philipp Baumann in Paderborn
- 1933: Einweihung des Marienhospitals in Bottrop
- 1933: Weihe der Marienkirche in Gladbeck-Brauck
- 1933: Weihe der Liebfrauenkirche in Emmerich am Rhein
- 1934: Weihe der Bonifatiuskirche in Moers-Asberg